# Séneca o Todo nos es ajeno
Séneca o todo nos es ajeno es una ópera de cámara en un acto, dividido en cinco escenas y con un interludio con libreto de Carlos Thiebaut y puesta en metro músico por Marcela Rodríguez.

## Acto Único
La acción de la ópera se desarrolla la noche de la muerte de Séneca. Este ha recibido la orden de Nerón de acabar con su vida, pues el abusivo Emperador no podía ya sufrir los reproches de su antiguo maestro. Esa noche Séneca se encuentra acompañado por Paulina, su mujer, mucho más joven que él. En algunos momentos, la segunda y cuarta escenas, Séneca recuerda dos relaciones amorosas de su vida: una con una prostituta de Alejandría, y, otra, con la sobrina del César. La primera tiene lugar en un burdel y la segunda en el puerto de Ostia. Ambas escenas son dos despedidas, como lo es, también, la última, en la que Séneca se suicida y se despide de Paulina. El hilo de la obra es la relación entre el tiempo, el deseo y la inutilidad de las palabras, o la necesidad del silencio una vez que sabemos que nada poseemos, sino tiempo. Ese hilo está marcado, a todo lo largo del texto, por la última carta que Séneca le escribe a su discípulo Lucilio.

## Estilo

### Libreto
Los personajes en esta obra son:
* "Séneca viejo", en las escenas primera, tercera y quinta;
* "Séneca joven", en la escena segunda;
* "Séneca maduro", en la escena cuarta;
* "Paulina", mujer de Séneca, en las escenas primera, tercera y quinta;
* "Marcia", una prostituta, en la escena segunda;
* "Julia", sobrina del César, en la escena quinta;
* "Mensajero", en la escena tercera y
* "Marinero", en la escena cuarta
La escena primera es una introducción al tema, donde se plantean o apuntan las cuestiones. Las relaciones entre Séneca y Paulina son distintas, algo superficiales. Esas relaciones se van modificando en las escenas tercera (con un cierto carácter de interludio) y quinta. Solo en ésta, la figura de Paulina adquiere, con el mensaje del silencio, toda su plenitud. Las relaciones de Séneca con Marcia, la prostituta, en la segunda escena, y con Julia, la sobrina del César en la cuarta, son simétricas e inversas. Séneca no parece entender a Marcia, y la abandona. Julia entiende a Séneca, pero no quiere encadenarse a su exilio, dando su relación por concluida. El mensajero, (tenor) en la escena tercera y el marinero, (mismo tenor) en la cuarta, tiene papeles diversos, también simétricos: el mensajero es una imposición externa, la orden del César, que tiene un papel de breve contrapunto dramático, de exigencia; el marinero es, en la cuarta, un contrapunto irónico o satírico, negándole sublimidad a la despedida. Esa pérdida de sublimidad se recoge en la última escena, en la que Séneca rehúye el dramatismo y en la que Paulina -a diferencia de lo que sucedía en la tercera- es una figura serena, lejos del patetismo.

### Música
Con base en el libreto de Thiebaut, del cual hubo varias versiones, Marcela Rodríguez, construyó la parte musical, en la que empleó cadencias árabes y flamencas, ya que el filósofo nació en la ciudad andaluza de Córdoba, así como modos griegos. En esa mezcla participan ocho músicos: flauta, clarinete, trompeta, contrabajo, chelo, violín, percusión y el clavecín, que da un toque añejo y es en cierta forma un homenaje al compositor italiano Claudio Monteverdi (1567-1643).

## Datos históricos
Séneca o todo nos es ajeno es la segunda ópera que escribió Marcela Rodríguez. La primera fue La Sunamita. La acción de la ópera se ubica en el momento histórico en que Claudio deja de reinar Roma y sube al trono el cruel Nerón, hijastro de Claudio. Nerón había sido educado por el insigne Séneca, su consejero, y gracias a él Nerón reinó de manera ejemplar por 5 años, pero cuando Nerón prescindió de Séneca, comenzó a ser un monarca extravagante y cruel, y debido a las conspiraciones en su contra decidió condenar a muerte a Séneca, su severo filósofo y maestro, el cual termina suicidándose.

### Reparto del estreno
| Papel     | Tesitura | Estreno Mundial, 4 de septiembre Sala Miguel Covarrubias del Centro Cultural Universitario de la Universidad Nacional Autónoma de México Ensamble Signos Dirección musical José Areán Puesta en escena, escenografía e iluminación de Juliana Faesler Diseño de vestuario de Eloise Kazan Realización de video de Nicolás Pereda Asesoría artística de Jesusa Rodríguez |
| --------- | -------- | --- |
| Séneca    | barítono | Armando Gama |
| Paulina   | soprano  | Irasema Terrazas |
| Marcia    | soprano  | Irasema Terrazas |
| Julia     | soprano  | Irasema Terrazas |
| Mensajero | tenor    | Oscar de la Torre |
| Marinero  | tenor    | Oscar de la Torre |

### Recepción
* El estreno absoluto se dio en la Sala Miguel Covarrubias de la UNAM el 4 de septiembre de 2004
* La ópera fue nuevamente tocada, con los mismos intérpretes del estreno el 23 de julio de 2012 en el marco del Quinto Encuentro Internacional de Compositores que organiza el Instituto de Música de la Universidad Católica.

## Literatura complementaria
"Memoria 2004 de la Universidad Nacional Autónoma de México". México: UNAM 2005

## Grabaciones
La grabación de la ópera se realizó con los mismos artistas que estrenaron la obra. 
| Papel     | Tesitura | Solistas |  |
| --------- | -------- | --- |  |
| Séneca    | barítono | Armando Gama |  |
| Paulina   | soprano  | Irasema Terrazas |  |
| Marcia    | soprano  | Irasema Terrazas |  |
| Julia     | soprano  | Irasema Terrazas |  |
| Mensajero | tenor    | Oscar de la Torre |  |
| Marinero  | tenor    | Oscar de la Torre |  |
|           |          | Ensamble Signos Dirección musical:José Areán Número de catálogo: JBCC117 Fecha de publicación:01.01.2005 Código de barras 0600685101179 |  |